# Joey Montana
Edgardo Antonio Miranda Beiró (Boquete, 3 de mayo de 1981) conocido artísticamente como Joey Montana, es un cantautor, productor discográfico y compositor panameño.
Participó en la antigua agrupación La Factoría varias producciones en Panamá y el extranjero. Entre ellos estaban: Planet Ganja 3, Mafia, El imperio, entre otras, bajo la dirección de El Chombo y DJ Pablito. Logró proyectarse internacionalmente en países como República Dominicana, Colombia, Venezuela, España, Guatemala, Costa Rica,Ecuador, Perú, Bolivia, Chile, Argentina, Uruguay, Paraguay, Brasil, Estados Unidos, México y Reino Unido.

## Carrera musical

### 1999-2004: La Factoría
Hizo varias participaciones a finales de los años 90, en producciones de DJ Pablito, el Chombo y DJ Josian.
En el año 2000 DJ Pablito, asociado con otro productor, formó un grupo utilizando el nombre de una vieja producción llamada La Factoría, que se integró de tres artistas panameños: Demphra (Marlene Romero), Joycee (Johanna Gisel Mendoza Romero) y Montana.
La carrera musical inició con una gira en Colombia de cuatro meses. Participaron también del Miss Venezuela, donde lograron una gira de 25 conciertos.[cita requerida] En México participaron en telenovelas como Clase 406, poco después continuó con una gira de setenta y cuatro conciertos en ese país.[cita requerida] Se presentaron en el festival Acafest en Acapulco, México, y eventos masivos como El Evento 40 en la Plaza de Toros México, como en el Concierto EXA en el Auditorio Nacional de la Ciudad de México.
Con la banda lograron vender alrededor de 100.000 copias internacionalmente y fueron nominados como Grupo del Año para los Premios Oye!.[cita requerida]

### 2005-presente: como solista
Tras de cinco años junto a La Factoría, comenzó su carrera como solista. Lanzó su primer álbum titulado Sin cadenas el 13 de noviembre de 2007, en el mismo contó con la colaboración de Ángel López (exintegrante de Son by Four) en el sencillo «Que Dios te castigue», producida por Predikador.[cita requerida]
Posteriormente se une a la promotora Wa Promotions dirigida por el panameño Anel Walaco Sandoval, lanzó su segundo álbum llamado Flow Con Clase en 2010.[cita requerida] En ese período logró firmar con la discográfica Universal Music.[cita requerida]
En 2016, fue jurado en La voz Ecuador, versión ecuatoriana de la franquicia internacional The Voice.
En 2017 colaboró en la canción “Soy como soy” de la cantante rumana Nicole Cherry.
Su quinto álbum La movida se publicó el 31 de octubre de 2019. Fue promocionado con los sencillos «Suena el dembow», «La movida», «Rosas o espinas» y «Viral pisadinha». Asimismo el 31 de octubre de 2019, el álbum fue presentado junto a su sencillo «Everything» junto a Danna Paola y Nasri. En 2021, se espera que se estrene su nueva canción «Las locuras mías», en colaboración del mexicano Omar Chaparro.
En septiembre de 2021, se anuncia su participación como entrenador a la cuarta temporada del programa peruano La voz Kids, junto a las cantantes peruanas Eva Ayllón y Daniela Darcourt, y el vocalista del grupo de cumbia Grupo 5, Christian Yaipén.

## Discografía

### Álbumes de estudio
- 2007: Sin cadenas
- 2010: Flow con clase
- 2013: Único
- 2016: Picky
- 2019: La movida

### Álbumes recopilatorios
- 2008: Nueva era